# Abacetus elongellus
Abacetus elongellus es una especie de escarabajo terrestre de la subfamilia Pterostichinae.  Fue descrito por Straneo en 1946. 